# Сербська духовна семінарія у Призрені
Се́рбська духо́вна семіна́рія у При́зрені (серб. серб. Призренска Богословија Св. Кирила и Методија) — середній навчальний заклад Расько-Призренської єпархії Сербської православної церкви, розташований в місті Призрен, що готує священнослужителів.

## Історія
Семінарія в Призрені була заснована в 1871 році. У різні періоди в семінарії вчилися або викладали багато видатних ієрархів Сербської православної церкви.
У 1999 році після прибуття в Косово і Метохію міжнародних збройних сил КФОР, семінарія вимушено припинила свою діяльність, так як в той період в її приміщеннях розмістилися серби, вигнані албанцями зі своїх будинків. Семінарські служби були переміщені в місто Ніш.
Під час березневого погрому 2004 року будівлі семінарії були підпалені і практично повністю знищені.
21 вересня 2011 року після проведених реставраційних робіт, семінарія відновила свою діяльність. Матеріально-побутові умови були важкими. Робота семінарії має особливе значення для буття Сербської православної церкви і народу на території Косово і Метохії.

## Ректори
- Савва Барач, (1872—1873)
- Ілля Ставрич
- Петар Костич (27 грудня 1882 — 4 квітня 1889)
- Протоієрей Стефан Дмитрович (поч. XX століття)
- Іларіон Весич (1904—1906)
- Йосип Цвіович (1918—1920)
- Нікола Круль, протоієрей (1920—1923)
- Симеон Попович (1924—1934)
- Димитрій Янков
- Мефодій Муждека (1955—1971)
- Никодим Джюраков
- Феодосій Шибалич (в. о. ректора з 2010)

## Відомі випускники
Випускниками семінарії є ряд ієрархів Сербської православної церкви, в тому числі її нинішній Предстоятель — патріарх Іриней Гаврилович, який закінчив семінарський курс в 1951 році.